# Ерик Витковер
Ерик Витковер (на немски: Eric Wittkower) е английски психоаналитик и психиатър.

## Биография
Роден е на 4 април 1899 година в Берлин, Германия. Получава медицинска степен през 1924 г. в Университета „Фридрих-Вилхелм“ в Берлин. В периода 1925 – 1930 е асистент в Медицинска клиника „Чарите“, а между 1930 и 1933 е асистент в психиатричното отделение на клиниката. След идването на нацистите на власт през 1933 г. заминава с жена си Клеър за Швейцария, а после и за Англия. Започва да се обучава в Единбург и Глазгоу.
През Втората световна война работи като психиатър в британската армия. Докато е в Англия е анализиран първоначално от Ева Розенфелд, а след това и от Джон Рикман. Витковер довършва психоаналитичното си обучение в Лондонския институт през 1950 г. Година по-късно се премества в университета Макгил да преподава, както и концептуално организира сферата на транскултуралната психиатрия.
Ерик Витковер е един от основателите на Канадското психоаналитично общество и Международния колеж за психосоматична медицина.
Умира на 6 януари 1983 година в Монреал, Канада, на 83-годишна възраст.

## Кратка библиография
- Wittkower, Eric. (1953). Emotional Factors in skin disease („Емоционални фактори при кожните болести“). New York: Paul Hoeber.
- Wittkower, Eric, and Cleghorn, Robert (Eds.). (1954). Recent developments in Psychosomatic Medicine („Съвременни развития в психосоматичната медицина“). London, Sir Isaac Pitman.
- Wittkower, Eric, and Dongier, Maurice (Eds.). (1981). Divergent views in Psychiatry („Дивергентни възгледи в психиатрията“). Baltimore, MD: Harper & Row.